# بورونغان
بورونغان (بالإنجليزية: Borongan) هي مدينة في الفلبين، تتبع سامار الشرقية، هي عاصمة سامار الشرقية، بلغ عدد سكانها 69٬297  نسمة، في 1 أغسطس 2015، تبلغ مساحتها 475٫00 كيلومتر مربع، رمزها البريدي هو 6800.

## الموقع
تشترك في الحدود مع:
- San Julian, Eastern Samar [الإنجليزية]‏
- Maydolong [الإنجليزية]‏.

## المناخ
يظهر الجدول التالي التغييرات المناخية على مدار السنة لبورونغان:
| البيانات المناخية لـبورونغان      | البيانات المناخية لـبورونغان | البيانات المناخية لـبورونغان | البيانات المناخية لـبورونغان | البيانات المناخية لـبورونغان | البيانات المناخية لـبورونغان | البيانات المناخية لـبورونغان | البيانات المناخية لـبورونغان | البيانات المناخية لـبورونغان | البيانات المناخية لـبورونغان | البيانات المناخية لـبورونغان | البيانات المناخية لـبورونغان | البيانات المناخية لـبورونغان | البيانات المناخية لـبورونغان |
| الشهر                             | يناير                        | فبراير                       | مارس                         | أبريل                        | مايو                         | يونيو                        | يوليو                        | أغسطس                        | سبتمبر                       | أكتوبر                       | نوفمبر                       | ديسمبر                       | المعدل السنوي                |
| --------------------------------- | ---------------------------- | ---------------------------- | ---------------------------- | ---------------------------- | ---------------------------- | ---------------------------- | ---------------------------- | ---------------------------- | ---------------------------- | ---------------------------- | ---------------------------- | ---------------------------- | ---------------------------- |
| الدرجة القصوى °م (°ف)             | 33.3 (91.9)                  | 33.5 (92.3)                  | 33.8 (92.8)                  | 35.6 (96.1)                  | 37.4 (99.3)                  | 36.8 (98.2)                  | 37.8 (100.0)                 | 37.8 (100.0)                 | 37.3 (99.1)                  | 36.5 (97.7)                  | 35.5 (95.9)                  | 34.7 (94.5)                  | 37.8 (100.0)                 |
| متوسط درجة الحرارة الكبرى °م (°ف) | 29.4 (84.9)                  | 30.1 (86.2)                  | 31.0 (87.8)                  | 31.7 (89.1)                  | 32.3 (90.1)                  | 32.2 (90.0)                  | 32.0 (89.6)                  | 32.6 (90.7)                  | 32.2 (90.0)                  | 31.7 (89.1)                  | 31.2 (88.2)                  | 30.3 (86.5)                  | 31.4 (88.5)                  |
| المتوسط اليومي °م (°ف)            | 25.5 (77.9)                  | 25.9 (78.6)                  | 26.6 (79.9)                  | 27.4 (81.3)                  | 27.8 (82.0)                  | 27.7 (81.9)                  | 27.5 (81.5)                  | 27.8 (82.0)                  | 27.7 (81.9)                  | 27.2 (81.0)                  | 26.9 (80.4)                  | 26.3 (79.3)                  | 27.0 (80.6)                  |
| متوسط درجة الحرارة الصغرى °م (°ف) | 21.6 (70.9)                  | 21.7 (71.1)                  | 22.2 (72.0)                  | 23.0 (73.4)                  | 23.2 (73.8)                  | 23.3 (73.9)                  | 22.9 (73.2)                  | 23.0 (73.4)                  | 23.2 (73.8)                  | 22.8 (73.0)                  | 22.7 (72.9)                  | 22.3 (72.1)                  | 22.6 (72.7)                  |
| أدنى درجة حرارة °م (°ف)           | 16.6 (61.9)                  | 18.0 (64.4)                  | 16.1 (61.0)                  | 18.1 (64.6)                  | 19.6 (67.3)                  | 19.0 (66.2)                  | 19.2 (66.6)                  | 17.0 (62.6)                  | 18.3 (64.9)                  | 18.6 (65.5)                  | 18.0 (64.4)                  | 17.6 (63.7)                  | 16.1 (61.0)                  |
| معدل هطول الأمطار مم (إنش)        | 613.7 (24.16)                | 345.4 (13.60)                | 312.6 (12.31)                | 225.5 (8.88)                 | 207.2 (8.16)                 | 233.4 (9.19)                 | 249.9 (9.84)                 | 146.4 (5.76)                 | 189.9 (7.48)                 | 347.3 (13.67)                | 508.4 (20.02)                | 674.8 (26.57)                | 4٬054٫5 (159.63)             |
| متوسط الأيام الممطرة (≥ 0.1 mm)   | 27                           | 19                           | 19                           | 18                           | 15                           | 17                           | 17                           | 14                           | 16                           | 21                           | 23                           | 26                           | 232                          |
| متوسط الرطوبة النسبية (%)         | 88                           | 87                           | 86                           | 85                           | 84                           | 85                           | 84                           | 82                           | 84                           | 86                           | 87                           | 88                           | 86                           |
| المصدر: PAGASA                    |                              |                              |                              |                              |                              |                              |                              |                              |                              |                              |                              |                              |                              |